# Convention des phonogrammes de Genève
- Signée et ratifiée
- Uniquement signée

La convention pour la protection des producteurs de phonogrammes contre la reproduction non autorisée de leurs phonogrammes ou plus communément Convention de Genève sur les phonogrammes est un accord international relatif à la protection des enregistrements sonores signé en 1971.

## Contexte légal
Au milieu des années 1950, la Convention de Berne pour la protection des œuvres littéraires et artistiques, la Convention de Buenos Aires sur la propriété littéraire et artistique (en) et la Convention universelle du copyright (en) ont accordé de solides droits aux créateurs de contenu artistique, tout comme aux interprètes et compositeurs de musique, et ce dans la plupart des pays du monde. Ainsi, l'éditeur d'un livre peut poursuivre tout personne qui en publie des copies non autorisées, même si l'un et l'autre se trouvent dans des pays différents. Mais il n'existait aucune protection équivalente pour les enregistrements sonores.
La Convention de Rome de 1961 accorda pour la première fois une reconnaissance de copyright pour les enregistrements sonores. À partir de là, les labels discographiques disposaient d'une reconnaissance de copyright sur les enregistrements eux-mêmes, séparément du compositeur et de l'interprète. Cela leur donna alors le droit de poursuivre toute personne réalisant des copies non autorisées de leurs enregistrements dans les pays étrangers.

## Contexte technologique
Au milieu des années 1960, les labels discographiques commencèrent à produire des cassettes audio préenregistrées, une technologie apparue à la fin des années 1950 qui offrait la possibilité de lecteurs plus petits et un stockage plus facile comparé aux disques vinyles. Mais il était aussi moins coûteux et plus simple de réaliser des copies illégales par rapport aux disques vinyles. Vers la fin des années 1960, les violations de copyright et la contrefaçon des enregistrements était devenue courante, et l'industrie musicale fit alors pression pour obtenir un nouveau traité international lui accordant des droits supplémentaires pour combattre ces infractions.

## Contenu de la convention
La convention impose aux États contractants à:
- Empêcher l'importation et distribution de copies d'enregistrements non autorisées (article 2)
- Assurer la sauvegarde des droits des producteurs en introduisant dans leur législation nationale:
  - Une protection au moyen de droits d'auteurs
  - Une protection au titre de la lutte contre la concurrence déloyale
  - Des sanctions pénales appropriées
- Assurer une protection d'au moins vingt ans aux enregistrements, à partir de l'année de leur première publication (article 4)

## Condition spécifique pour l'obtention de la protection
Contrairement à la convention de Berne, qui n'imposait aucune condition en vue d'obtenir une protection, la convention de Genève en impose une. Pour obtenir la protection offerte par cette convention, les copies de l'enregistrement devront porter une mention de copyright spécifique aux enregistrements sonores. La mention est constituée par le symbole de copyright phonographique "℗" (une lettre majuscule P dans un cercle), l'année de publication, et le nom du détenteur du copyright.